# Dominique François Joseph Meulenbergh
Dominique François Joseph Meulenbergh, né à Bruxelles le 19 juillet 1804 et mort dans la même ville le 23 janvier 1865, est un peintre, un graveur et un dessinateur belge connu pour ses peintures d'histoire et ses portraits.
Au Salon de Bruxelles de 1836, il obtient une médaille de bronze. 

## Biographie

### Famille
Dominique François Joseph Meulenbergh, né rue des Vers à Bruxelles le 19 juillet 1804, est le fils reconnu en 1831 par François Dominique Joseph Meulenbergh (1755), natif de Lombeek-Notre-Dame, avoué licencié, et de Marie Joseph Vincent (1778), couturière, née à Bruxelles. Dominique Meulenbergh se marie en premières noces, en 1832, avec Henriette Gossey (1809-1834), puis en 1838 avec Adolphine Ruelle (1806-1875).

### Formation
Dominique Meulenbergh est étudiant à l'Académie royale des beaux-arts de Bruxelles et également l'élève de l'atelier de François-Joseph Navez.

### Carrière
Pour la première fois, Dominique Meulenbergh expose au Salon de Bruxelles de 1833. Il obtient une médaille de bronze au Salon de Bruxelles de 1836 pour ses portraits.
Dominique Meulenbergh participe à cinq expositions triennales à Bruxelles de 1833 à 1851. En décembre 1841, il remplace Constant Fidèle Coene comme professeur du cours de principes à l'Académie royale des beaux-arts de Bruxelles. Nommé en 1843, il est pensionné en 1863, laissant le souvenir d'un professeur consciencieux.
Dominique Meulenbergh meurt, à l'âge de 60 ans, rue Blaes no 150 à Bruxelles, le 13 janvier 1865.

## Œuvre

### Caractéristiques
Dominique Meulenbergh choisit de faire du portrait sa spécialité sans parvenir à égaler le talent supérieur de son professeur François-Joseph Navez, même si son coloris est vrai et la ressemblance exacte. En 1852, il réalise les copies des portraits de la famille royale belge destinés à décorer la gare de Verviers, inaugurée par le roi Léopold Ier l'année suivante. Au Salon de Bruxelles de 1839, il déroge à ses habitudes pour exposer un tableau de genre intitulé Un vieillard malheureux qui attire les regards favorables du public et de la critique. Deux ans plus tard, il expose La Leçon de botanique au Musée de Mons. Lithographe assez habile, il laisse plusieurs portraits sur pierre, notamment celui du bibliophile Théodore de Jonghe, une planche de grand format. 
Il dessine également des sujets animaliers pour le Journal vétérinaire et agricole de Belgique. En 1839, André-Joseph Brogniez, professeur à l'école vétérinaire de Cureghem, fait appel à Dominique Meulenbergh afin de réaliser les vues anatomiques de son Traité de chirurgie vétérinaire. En 1864, paraît son œuvre de plus grande portée : Études anatomiques de l'homme dessinées à Rome par Pierre-François Jacobs, dessinées et lithographiées par D. Meulenbergh comprenant 50 planches avec un texte en regard.

### Expositions
- Salon de Bruxelles de 1833 : Portrait[7].
- Salon de Bruxelles de 1836 : deux portraits (médaille de bronze)[8].
- Salon de Bruxelles de 1839 : deux portraits et Un vieillard malheureux[5].
- Salon de Bruxelles de 1848 : deux portraits[9].
- Salon de Bruxelles de 1851 : deux portraits[10].

### Publication
- Dominique Meulenbergh, Études anatomiques de l'homme dessinées à Rome par Pierre-François Jacobs, dessinées et lithographiées par D. Meulenbergh, Bruxelles, Rosez, 1864.